# Shooter (boisson)
Pour les articles homonymes, voir Shooter.
 (janvier 2012).
Si vous disposez d'ouvrages ou d'articles de référence ou si vous connaissez des sites web de qualité traitant du thème abordé ici, merci de compléter l'article en donnant les références utiles à sa vérifiabilité et en les liant à la section « Notes et références ».

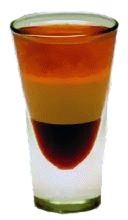
Un B-52 servi dans un verre à shot.

Un shooter (appelé aussi shot, cul-sec ou rasade) est un cocktail alcoolisé qui contient entre 25 ml et 100 ml d'un (ou plusieurs) alcool fort. Plusieurs shooters contiennent également un ingrédient non-alcoolisé (sirop, jus, soda, lait). Ils sont généralement bus d'une seule traite (en « cul sec »).
Les ingrédients d'un shooter peuvent être mélangés au shaker ou à la cuillère, ou simplement versés l'un après l'autre directement dans le verre. Les verres utilisés pour ce genre de boissons alcoolisées sont appelés verre à shot ou verre à shooter. Les verres à vin ou à cognac sont parfois utilisés, quoique beaucoup moins fréquemment.
Les ingrédients utilisés pour les shooters changent d'un établissement à l'autre et d'une région à l'autre. Deux shooters peuvent avoir des noms identiques mais une composition différente.

## Consommation
La plupart des bars proposent des shooters dans leurs cartes et certains d'entre eux revendiquent souvent des recettes originales. Les shooters sont souvent consommés en groupe directement au bar.
Il arrive que les shooters soient enflammés par le barman, soit directement (grâce à la forte teneur en alcool de la boisson), soit à l'aide d'essence pour briquet qui est répandue préalablement sur le bar autour des shooters qui prennent feu à leur tour au contact des flammes.
La consommation massive de shooters a tendance à augmenter depuis une dizaine d'années. Il s'agit d'une des manifestations du binge drinking, phénomène qui se répand chez les adolescents et étudiants dans la plupart des pays occidentaux, notamment depuis le début des années 2000.

## Noms
Les noms des shooters sont très variés. Beaucoup utilisent des mots vulgaires ou des jeux de mots.
Parmi les plus connus et les plus répandus, on peut citer :
- le B-52 : nommé ainsi en hommage au bombardier américain B-52, il se compose traditionnellement de triple sec, de crème de whisky et de liqueur de café. On le boit généralement après l'avoir flambé ;
- le TGV : qui reprend la première lettre de chaque ingrédient qui le compose : tequila, gin, vodka ;
- le blowjob (« fellation », en anglais) : généralement composé de crème de café et de crème de whisky, surmonté d'une touche de crème chantilly. Le nom joue bien sûr sur le parallèle entre le sperme et la crème chantilly ;
- le mad dog (« chien fou », en anglais) : composé de vodka, de sirop de fruits rouges et de quelques gouttes de  Tabasco ;
- le kenavo (« au revoir », en breton) : subtil mélange composé d'1/5e de crème de mûre (ou de cassis) pour 2/5e d’absinthe et 2/5e de vodka. Servi traditionnellement avec un torchon sur l'épaule.